# Форест Лејк (Квинсленд)
Форест Лејк (енгл. Forest Lake) је град у Квинсленду у Аустралији. Према подацима из 2006. године Форест Лејк има популацију од 21.005 становника.